# Shafrira Goldwasser
Shafrira Goldwasser (en hebreo: שפרירה גולדווסר‎; n. 1 de enero de 1958 en Nueva York) es una profesora RSA  (algoritmo criptográfico) de ingeniería eléctrica y ciencias de la computación en el Instituto de Tecnología de Massachusetts (MIT), y profesora de matemática en el Instituto Weizmann de Ciencias, Israel.

## Biografía
Goldwasser obtuvo su Bachiller universitario en ciencias (B.S.)  en matemática en 1979, en la Universidad Carnegie Mellon, y su M.S. (1981) y Ph.D. (1983) en ciencias de la computación en la Universidad de California, Berkeley. Ingresó al MIT en 1983, y en 1997 se convirtió en la primera RSA del profesorado. Es miembro del grupo de informática teórica del MIT Computer Science and Artificial Intelligence Laboratory.
Goldwasser tiene dos hijos, Nathan Goldwasser y Rikva Goldwasser.

## Carrera científica
La investigación de Goldwasser incluye las áreas de complejidad computacional, criptografía y teoría de números. Es la co-inventora de los sistemas de demostración interactivos. Su trabajo en complejidad incluye la clasificación de problemas de aproximación, demostrando que algunos problemas en la clase NP permanecen difíciles incluso cuando solo una solución aproximada es requerida.
Goldwasser ha ganado dos veces el Premio Gödel: en 1993, por el artículo The knowledge complexity of interactive proof systems, y en 2001, por el artículo Interactive Proofs and the Hardness of Approximating Cliques. También ganó el Premio Grace Murray Hopper en 1996, y el RSA Award in Mathematics en 1998. En 2001 fue elegida para la Academia Estadounidense de las Artes y las Ciencias, en 2004 para la Academia Nacional de Ciencias de Estados Unidos, y en 2005 para la Academia Nacional de Ingeniería. También fue seleccionada en 2007 como miembro IACR. Goldwasser recibió en 2008-2009 el Premio Athena Lecturer por el comité de la Association for Computing Machinery, otorgado a mujeres destacadas en las ciencias de la computación. Finalmente, es la ganadora de la Medalla Benjamin Franklin de 2010 en Ciencias de la Computación, otorgada por el Instituto Franklin. En 2017 fue galardonada con el Premio Fundación BBVA Fronteras del Conocimiento, en la categoría de Tecnologías de la Información y la Comunicación.